# Xenotrasplante
Un xenotrasplante (del griego ξένος xenos: 'extranjero'), heterotrasplante o trasplante heterólogo es el trasplante de células, tejidos u órganos de una especie a otra, idealmente entre especies próximas para evitar rechazo, como de cerdos a humanos. Tales materiales se suelen llamar «xenoimplantes» o «xenotrasplantes». El término alotrasplante, por el contrario, sería un trasplante entre individuos de la misma especie. El xenotrasplante se usó antes que los alotrasplantes. Las principales limitaciones de este tipo de trasplantes son la barrera inmunitaria, la posibilidad de que determinados tipos de xenovirus que afectan a otras especies se transmitan a humanos y el miedo social.
Principalmente, se ha trabajado con el cerdo debido a que pueden ser criados en granjas, presentan un crecimiento rápido, el tamaño de sus órganos es similar al de los órganos humanos y gozan de una vida media-larga. Se intentan conseguir razas que no expresen antígenos para evitar posibles rechazos. Las válvulas cardíacas de cerdo se han ido usando desde hace más de 20 años, a pesar de que existen riesgos de rechazo agudo. La posibilidad de rechazo es alta, ya que los seres humanos tenemos anticuerpos naturales xenoreactivos (XNAs), incluso sin que haya una exposición previa al antígeno. La mayoría de estos anticuerpos son frente a la glicosilación de proteínas mediante Gal-alfa1-3-Gal, no presente en proteínas humanas. Al aparecer este tipo de modificación en el organismo se activa el sistema de complemento rápidamente y el rechazo del trasplante es agudo. Para evitar el rechazo se están desarrollando estrategias donde se enmascara este azúcar con otros para que no sea reconocido. Estas estrategias consisten en enmascarar el azúcar mediante el uso de antígenos específicos alfa2-fucosyltransferasa, crear cerdos knock-out induciendo una doble mutación en la alfa-1-3 galactosil transferasa o crear cerdos transgénicos que expresen el factor inhibidor del complemento. Además del rechazo agudo iniciado por el sistema de complemento, existe otro tipo llevado a cabo por las células endoteliales que reconocen un epitelio extraño y forma coágulos en la sangre, lo cual es muy grave. Otro factor a considerar es que el órgano esté libre de enfermedades animales para evitar el fenómeno de xenozoonosis. Para ello habría que criar a los cerdos en granjas asépticas y realizar los partos mediante cesáreas.
Otro tipo de xenotrasplante es el realizado con babuínos. Existen casos de una supervivencia de hasta 20 días con un corazón de babuíno y otro de 70 días de un enfermo de HIV con hepatitis B trasplantado con un hígado de babuíno.
Algunas ventajas de los xenotransplantes es que supondrían una fuente de órganos para trasplantes teóricamente inagotable y que en algunos casos estos órganos son inmunes a ciertos tipos de virus o enfermedades humanas (como por ejemplo la hepatitis B).
Los xenotrasplantes podrían ofrecer un tratamiento potencial para el fallo orgánico terminal, un problema de salud significativo en el mundo industrializado. También suscita muchos problemas médicos, éticos y legales. Este tratamiento estaría englobado dentro de la denominada «terapia celular» y en última instancia incluso con la terapia génica; ya que una de las principales preocupaciones es que los organismos donantes tienen longevidades distintas a la humana. También preocupa la transmisión de enfermedades (xenozoonosis) y las posibles alteraciones permanentes de los animales para hacerlo posible. 
Tan solo se han publicado unos pocos procedimientos de xenotrasplante con éxito. Algunos pacientes que necesitaban trasplante de hígado fueron capaces de utilizar los de cerdos vivos situados al lado de su lecho mediante una conexión venosa, hasta que se dispusiera de un órgano humano.

## Aceptación religiosa de los xenotrasplantes
No todas las religiones comparten el mismo punto de vista respecto a los xenotrasplantes:
- El cristianismo es receptivo, ya que los animales fueron creados al servicio del hombre.[cita requerida]
- En el Islam y el judaísmo no se puede criar o comer cerdo, pero en ambos casos se considera que los trasplantes no son comida y que incluso existen excepciones dietéticas para comer cerdo.[cita requerida]
- En el hinduismo, se permite mientras no sean vacas. De hecho, Ganesha recibió un trasplante de cabeza de elefante después de ser decapitado por Shiva.[cita requerida]
- El budismo lo contempla como una opción individual.[cita requerida]